# Valencia Club de Fútbol 2022-2023
Questa voce raccoglie le informazioni riguardanti il Valencia Club de Fútbol nelle competizioni ufficiali della stagione 2022-2023.

## Maglie e sponsor
| Casa | Trasferta | Terza divisa |

Sponsor ufficiale: Cazoo

Fornitore tecnico: Puma

## Rosa
Rosa e numerazione aggiornate al 14 maggio 2023. 
 In corsivo i calciatori ceduti a stagione in corso. 
| N. |                        | Ruolo | Calciatore           |
| -- | ---------------------- | ----- | -------------------- |
| 1  | Spagna (bandiera)      | P     | Iago Herrerín        |
| 2  | Portogallo (bandiera)  | D     | Thierry Correia      |
| 3  | Spagna (bandiera)      | D     | Toni Lato            |
| 4  | Stati Uniti (bandiera) | C     | Yunus Musah          |
| 5  | Brasile (bandiera)     | D     | Gabriel Paulista     |
| 6  | Spagna (bandiera)      | D     | Hugo Guillamón       |
| 7  | Uruguay (bandiera)     | A     | Edinson Cavani       |
| 8  | Serbia (bandiera)      | C     | Uroš Račić           |
| 8  | Guinea (bandiera)      | C     | Ilaix Moriba         |
| 9  | Uruguay (bandiera)     | A     | Maxi Gómez           |
| 9  | Paesi Bassi (bandiera) | A     | Justin Kluivert      |
| 10 | Spagna (bandiera)      | C     | Carlos Soler         |
| 11 | Spagna (bandiera)      | A     | Samu Castillejo      |
| 12 | Francia (bandiera)     | D     | Mouctar Diakhaby     |
| 13 | Spagna (bandiera)      | P     | Cristian Rivero      |
| 14 | Spagna (bandiera)      | D     | José Gayà (capitano) |
| 15 | Turchia (bandiera)     | D     | Cenk Özkacar         |

| N. |                       | Ruolo | Calciatore           |
| -- | --------------------- | ----- | -------------------- |
| 16 | Brasile (bandiera)    | A     | Samuel Lino          |
| 17 | Spagna (bandiera)     | C     | Nico González        |
| 18 | Portogallo (bandiera) | C     | André Almeida        |
| 19 | Spagna (bandiera)     | A     | Hugo Duro            |
| 20 | Francia (bandiera)    | D     | Dimitri Foulquier    |
| 21 | Spagna (bandiera)     | D     | Jesús Vázquez        |
| 22 | Brasile (bandiera)    | A     | Marcos André         |
| 23 | Spagna (bandiera)     | P     | Jaume Doménech       |
| 24 | Svizzera (bandiera)   | D     | Eray Cömert          |
| 25 | Georgia (bandiera)    | P     | Giorgi Mamardashvili |
| 29 | Spagna (bandiera)     | A     | Fran Pérez           |
| 33 | Spagna (bandiera)     | D     | Cristhian Mosquera   |
| 34 | Spagna (bandiera)     | D     | Rubén Iranzo         |
| 36 | Spagna (bandiera)     | C     | Javi Guerra          |
| 40 | Spagna (bandiera)     | A     | Diego López          |
| 46 | Spagna (bandiera)     | A     | Alberto Marí         |

## Calciomercato

### Sessione estiva[1]
| Acquisti | Acquisti        | Acquisti          | Acquisti                 |
| R.       | Nome            | da                | Modalità                 |
| -------- | --------------- | ----------------- | ------------------------ |
| C        | André Almeida   | Vitória Guimarães | definitivo (8 milioni €) |
| A        | Hugo Duro       | Getafe            | definitivo (4 milioni €) |
| D        | Cenk Özkacar    | Olympique Lione   | prestito (500 mila €)    |
| A        | Edinson Cavani  | Manchester Utd    | gratuito                 |
| A        | Samu Castillejo | Milan             | gratuito                 |
| C        | Nico González   | Barcellona        | prestito                 |
| A        | Justin Kluivert | Roma              | prestito                 |
| C        | Ilaix Moriba    | RB Lipsia         | prestito                 |
| A        | Samuel Lino     | Atlético Madrid   | prestito                 |
| P        | Iago Herrerín   |                   | Svincolato               |
| P        | Cristian Rivero | Alcorcón          | fine prestito            |

| Cessioni | Cessioni         | Cessioni            | Cessioni                    |
| R.       | Nome             | a                   | Modalità                    |
| -------- | ---------------- | ------------------- | --------------------------- |
| A        | Gonçalo Guedes   | Wolverhampton       | definitivo (32,6 milioni €) |
| C        | Carlos Soler     | Paris Saint-Germain | definitivo (18 milioni €)   |
| A        | Maxi Gómez       | Trabzonspor         | definitivo (2 milione €)    |
| P        | Jasper Cillessen | N.E.C.              | definitivo (1 milione €)    |
| A        | Manu Vallejo     | Girona              | gratuito                    |
| C        | Denis Cheryshev  | Venezia             | gratuito                    |
| C        | Uroš Račić       | Braga               | gratuito                    |
| C        | Koba Koindredi   | Real Oviedo         | gratuito                    |
| D        | Jorge Sáenz      | Leganés             | prestito                    |
| A        | Bryan Gil        | Tottenham           | fine prestito               |
| D        | Omar Alderete    | Hertha Berlino      | fine prestito               |
| A        | Hélder Costa     | Leeds Utd           | fine prestito               |

#### Sessione invernale[2]
| Acquisti | Acquisti | Acquisti | Acquisti |
| R.       | Nome     | da       | Modalità |
| -------- | -------- | -------- | -------- |

| Cessioni | Cessioni | Cessioni | Cessioni |
| R.       | Nome     | a        | Modalità |
| -------- | -------- | -------- | -------- |

## Risultati

### Primera División

#### Girone di andata
| Arbitro: | Cuadra Fernández |

|                    |           |  |
| Soler 45+1’ (rig.) | Marcatori |  |

| Arbitro: | Soto Grado |

|               |           |  |
| Berenguer 42’ | Marcatori |  |

| Arbitro: | Cuadra Fernández |

|  |           |               |
|  | Marcatori | 66’ Griezmann |

| Arbitro: | Munuera Montero |

|                                                       |           |             |
| Lato 7’ Lino 14’ Castillejo 16’ González 65’ Duro 68’ | Marcatori | 78’ Álvarez |

| Arbitro: | Gil Manzano |

|                                |           |                |
| Palazón 5’ González 65’ (aut.) | Marcatori | 90+3’ Diakhaby |

| Arbitro: | González Fuertes |

|                                        |           |  |
| Castillejo 37’ André 82’ Almeida 90+3’ | Marcatori |  |

| Arbitro: | Pizarro Gómez |

|                       |           |                           |
| Joselu 56’ Darder 83’ | Marcatori | 53’ Paulista 90+6’ Cömert |

| Arbitro: | Ortiz Arias |

|                |           |                           |
| Brašanac 90+3’ | Marcatori | 28’ Kluivert 54’ Diakhaby |

| Arbitro: | Pulido Santana |

|                        |           |                       |
| Cavani 41’ (rig.), 45’ | Marcatori | 29’ (rig.), 65’ Milla |

| Arbitro: | Soto Grado |

|            |           |           |
| Lamela 86’ | Marcatori | 6’ Cavani |

| Arbitro: | Sánchez Martínez |

|            |           |                           |
| Cavani 52’ | Marcatori | 66’ (rig.) Muriqi 83’ Lee |

| Arbitro: | De Burgos Bengoetxea |

|  |           |                   |
|  | Marcatori | 90+3’ Lewandowski |

| Arbitro: | Munuera Montero |

|                      |           |          |
| Guillamón 10’ (aut.) | Marcatori | 25’ Lino |

| Arbitro: | Ortiz Arias |

|                                                 |           |  |
| Almeida 63’ Guillamón 81’ (rig.) Kluivert 90+3’ | Marcatori |  |

| Arbitro: | José María Sánchez Martínez |

|                         |           |            |
| Chukwueze 45’ Foyth 88’ | Marcatori | 21’ Cavani |

| Arbitro: | González Fuertes |

|  |           |               |
|  | Marcatori | 9’ R. Alcaraz |

| Arbitro: | Alberola Rojas |

|                          |           |  |
| Asensio 52’ Vinícius 54’ | Marcatori |  |

| Arbitro: | Gil Manzano |

|                       |           |                        |
| Kluivert 48’ Gayà 65’ | Marcatori | 54’ Chumi 74’ Portillo |

| Arbitro: | Figueroa Vázquez |

|           |           |  |
| Larin 90’ | Marcatori |  |

#### Girone di ritorno
| Arbitro: | Iglesias Villanueva |

|                  |           |  |
| Borja García 63’ | Marcatori |  |

| Arbitro: | Soto Grado |

|                |           |                            |
| Castillejo 17’ | Marcatori | 30’ N. Williams 72’ Sancet |

| Arbitro: | Melero López |

|             |           |  |
| Mayoral 82’ | Marcatori |  |

| Arbitro: | Hernández Hernández |

|                     |           |  |
| Zubeldia 40’ (aut.) | Marcatori |  |

| Arbitro: | Alberola Rojas |

|              |           |  |
| Raphinha 15’ | Marcatori |  |

| Arbitro: | Iglesias Villanueva |

|              |           |  |
| Kluivert 74’ | Marcatori |  |

| Arbitro: | Munuera Montero |

|                                      |           |  |
| Griezmann 23’ Carrasco 49’ Lemar 67’ | Marcatori |  |

| Arbitro: | Figueroa Vázquez |

|                     |           |             |
| Kluivert 82’ (rig.) | Marcatori | 9’ Comesaña |

| Arbitro: | Sánchez Martínez |

|                      |           |                |
| Melero 49’ Babić 58’ | Marcatori | 61’ Castillejo |

| Arbitro: | Del Cerro Grande |

|  |           |                   |
|  | Marcatori | 55’ Badé 75’ Suso |

| Arbitro: | Cuadra Fernández |

|  |           |                           |
|  | Marcatori | 19’ Lino 42’ (aut.) Verdú |

| Arbitro: | Munuera Montero |

|                           |           |          |
| Diakhaby 60’ Guerra 90+3’ | Marcatori | 6’ Larin |

| Arbitro: | De Burgos Bengoetxea |

|                                |           |          |
| Escalante 39’ S. Guardiola 46’ | Marcatori | 51’ Lino |

| Arbitro: | Gil Manzano |

|          |           |             |
| Lino 72’ | Marcatori | 62’ Jackson |

| Arbitro: | Soto Grado |

|               |           |                         |
| Seferović 60’ | Marcatori | 8’ Kluivert 88’ A. Marí |

| Arbitro: | De Burgos Bengoetxea |

|           |           |  |
| López 33’ | Marcatori |  |

| Arbitro: | Hernández Hernández |

|            |           |  |
| Muriqi 64’ | Marcatori |  |

| Arbitro: | Gil Manzano |

|                      |           |                            |
| López 38’ Lino 90+3’ | Marcatori | 40’ Montes 50’ Braithwaite |

| Arbitro: | Alberola Rojas |

|          |           |           |
| Pérez 1’ | Marcatori | 71’ López |

### Coppa di Spagna
| Arbitro: | Melero López |

|  |           |                                 |
|  | Marcatori | 3’ Kluivert 31’ Moriba 72’ Duro |

| Arbitro: | Munuera Montero |

|  |           |                                       |
|  | Marcatori | 10’, 39’ Cavani 21’ Kluivert 64’ Lino |

| Arbitro: | Del Cerro Grande |

|                      |           |                                       |
| De Marcos 43’ (aut.) | Marcatori | 35’ Muniain 45’ N. Williams 74’ Vesga |

### Supercoppa di Spagna
| Arbitro: | Hernández Hernández |

|                              |                      |                                     |
| Benzema 39’ (rig.)           | Marcatori            | 46’ Lino                            |
| Benzema Modrić Kroos Asensio | Tiri di rigore 4 – 3 | Cavani Cömert Moriba Guillamón Gayà |

## Statistiche

### Statistiche di squadra
Statistiche aggiornate al 6 giugno 2023.
| Competizione        | Punti | In casa | In casa | In casa | In casa | In casa | In casa | In trasferta | In trasferta | In trasferta | In trasferta | In trasferta | In trasferta | Totale | Totale | Totale | Totale | Totale | Totale | DR |
| Competizione        | Punti | G       | V       | N       | P       | Gf      | Gs      | G            | V            | N            | P            | Gf           | Gs           | G      | V      | N      | P      | Gf     | Gs     | DR |
| ------------------- | ----- | ------- | ------- | ------- | ------- | ------- | ------- | ------------ | ------------ | ------------ | ------------ | ------------ | ------------ | ------ | ------ | ------ | ------ | ------ | ------ | -- |
| Liga                | 42    | 19      | 8       | 5       | 6       | 27      | 19      | 19           | 3            | 4            | 12           | 15           | 26           | 38     | 11     | 9      | 18     | 42     | 45     | -3 |
| Coppa del Re        | -     | 1       | 0       | 0       | 1       | 1       | 3       | 2            | 2            | 0            | 0            | 7            | 0            | 3      | 2      | 0      | 1      | 8      | 3      | +5 |
| Supercopa de España | -     | 0       | 0       | 0       | 0       | 0       | 0       | 1            | 0            | 1            | 0            | 1            | 1            | 1      | 0      | 1      | 0      | 1      | 1      | 0  |
| Totale              | -     | 20      | 8       | 5       | 7       | 28      | 22      | 22           | 5            | 5            | 12           | 23           | 27           | 42     | 13     | 10     | 19     | 51     | 49     | +2 |

### Andamento in campionato
| Giornata  | 1 | 2  | 3  | 4  | 5  | 6 | 7 | 8 | 9 | 10 | 11 | 12 | 13 | 14 | 15 | 16 | 17 | 18 | 19 | 20 | 21 | 22 | 23 | 24 | 25 | 26 | 27 | 28 | 29 | 30 | 31 | 32 | 33 | 34 | 35 | 36 | 37 | 38 |
| --------- | - | -- | -- | -- | -- | - | - | - | - | -- | -- | -- | -- | -- | -- | -- | -- | -- | -- | -- | -- | -- | -- | -- | -- | -- | -- | -- | -- | -- | -- | -- | -- | -- | -- | -- | -- | -- |
| Luogo     | C | T  | C  | C  | T  | C | T | T | C | T  | C  | C  | T  | C  | T  | C  | T  | C  | T  | T  | C  | T  | C  | T  | C  | T  | C  | T  | C  | T  | C  | T  | C  | T  | C  | T  | C  | T  |
| Risultato | V | P  | P  | V  | P  | V | N | V | N | N  | P  | P  | N  | V  | P  | P  | P  | N  | P  | P  | P  | P  | V  | P  | V  | P  | N  | P  | P  | V  | V  | P  | N  | V  | V  | P  | N  | N  |
| Posizione | 7 | 10 | 14 | 10 | 12 | 9 | 9 | 7 | 8 | 8  | 9  | 10 | 11 | 10 | 10 | 11 | 12 | 12 | 14 | 17 | 18 | 19 | 18 | 19 | 17 | 18 | 17 | 18 | 18 | 18 | 16 | 17 | 17 | 14 | 13 | 13 | 15 | 16 |

Legenda:

Luogo: C = Casa; T = Trasferta. Risultato: V = Vittoria; N = Pareggio; P = Sconfitta.

### Statistiche dei giocatori
Sono in corsivo i calciatori che hanno lasciato la società a stagione in corso 
| Giocatore        | Liga     | Liga | Liga        | Liga       | Coppa del Re | Coppa del Re | Coppa del Re | Coppa del Re | Supercoppa di Spagna | Supercoppa di Spagna | Supercoppa di Spagna | Supercoppa di Spagna | Totale   | Totale | Totale      | Totale     |
| Giocatore        | Presenze | Reti | Ammonizioni | Espulsioni | Presenze     | Reti         | Ammonizioni  | Espulsioni   | Presenze             | Reti                 | Ammonizioni          | Espulsioni           | Presenze | Reti   | Ammonizioni | Espulsioni |
| ---------------- | -------- | ---- | ----------- | ---------- | ------------ | ------------ | ------------ | ------------ | -------------------- | -------------------- | -------------------- | -------------------- | -------- | ------ | ----------- | ---------- |
| A. Almeida       | 34       | 2    | 3           | 0          | 3            | 0            | 0            | 0            | 1                    | 0                    | 1                    | 0                    | 38       | 2      | 4           | 0          |
| M. André         | 17       | 1    | 2           | 1          | 2            | 0            | 0            | 0            | 0                    | 0                    | 0                    | 0                    | 19       | 1      | 2           | 1          |
| S. Castillejo    | 25       | 4    | 7           | 0          | 1            | 0            | 0            | 0            | 0                    | 0                    | 0                    | 0                    | 26       | 4      | 7           | 0          |
| E. Cavani        | 25       | 5    | 6           | 0          | 2            | 2            | 0            | 0            | 1                    | 0                    | 1                    | 0                    | 28       | 7      | 7           | 0          |
| E. Cömert        | 23       | 1    | 5           | 1          | 1            | 0            | 1            | 0            | 1                    | 0                    | 1                    | 0                    | 25       | 1      | 7           | 1          |
| T. Correia       | 27       | 0    | 5           | 0          | 0            | 0            | 0            | 0            | 1                    | 0                    | 0                    | 0                    | 28       | 0      | 5           | 0          |
| M. Diakhaby      | 29       | 3    | 5           | 1          | 1            | 0            | 1            | 0            | 0                    | 0                    | 0                    | 0                    | 30       | 3      | 6           | 1          |
| J. Doménech      | 0        | 0    | 0           | 0          | 0            | 0            | 0            | 0            | 0                    | 0                    | 0                    | 0                    | 0        | 0      | 0           | 0          |
| H. Duro          | 30       | 1    | 5           | 0          | 3            | 1            | 0            | 0            | 1                    | 0                    | 0                    | 0                    | 34       | 2      | 5           | 0          |
| D. Foulquier     | 30       | 0    | 4           | 0          | 2            | 0            | 0            | 0            | 1                    | 0                    | 0                    | 0                    | 33       | 0      | 4           | 0          |
| Gabriel Paulista | 21       | 1    | 2           | 2          | 2            | 0            | 0            | 0            | 0                    | 0                    | 0                    | 0                    | 23       | 1      | 2           | 2          |
| J. Gayà          | 31       | 1    | 4           | 0          | 2            | 0            | 0            | 0            | 1                    | 0                    | 0                    | 0                    | 34       | 1      | 4           | 0          |
| M. Gómez         | 3        | 0    | 0           | 0          | 0            | 0            | 0            | 0            | 0                    | 0                    | 0                    | 0                    | 3        | 0      | 0           | 0          |
| N. González      | 26       | 1    | 1           | 0          | 0            | 0            | 0            | 0            | 0                    | 0                    | 0                    | 0                    | 26       | 1      | 1           | 0          |
| H. Guillamón     | 25       | 1    | 5           | 0          | 3            | 0            | 0            | 0            | 1                    | 0                    | 0                    | 0                    | 29       | 1      | 5           | 0          |
| I. Herrerín      | 0        | 0    | 0           | 0          | 1            | 0            | 0            | 0            | 0                    | 0                    | 0                    | 0                    | 1        | 0      | 0           | 0          |
| R. Iranzo        | 0        | 0    | 0           | 0          | 1            | 0            | 0            | 0            | 0                    | 0                    | 0                    | 0                    | 1        | 0      | 0           | 0          |
| J. Kluivert      | 26       | 6    | 4           | 0          | 2            | 2            | 0            | 0            | 1                    | 0                    | 1                    | 0                    | 29       | 8      | 5           | 0          |
| T. Lato          | 24       | 1    | 1           | 0          | 2            | 0            | 0            | 0            | 1                    | 0                    | 0                    | 0                    | 27       | 1      | 1           | 0          |
| S. Lino          | 38       | 6    | 4           | 0          | 2            | 1            | 0            | 0            | 1                    | 1                    | 0                    | 0                    | 41       | 8      | 4           | 0          |
| D. López         | 10       | 3    | 0           | 0          | 0            | 0            | 0            | 0            | 0                    | 0                    | 0                    | 0                    | 10       | 3      | 0           | 0          |
| G. Mamardashvili | 38       | -45  | 3           | 0          | 3            | -3           | 0            | 0            | 1                    | -1                   | 0                    | 0                    | 42       | -49    | 3           | 0          |
| Javi Guerra      | 10       | 0    | 1           | 0          | 0            | 0            | 0            | 0            | 0                    | 0                    | 0                    | 0                    | 10       | 0      | 1           | 0          |
| A. Marí          | 5        | 1    | 1           | 0          | 0            | 0            | 0            | 0            | 0                    | 0                    | 0                    | 0                    | 5        | 1      | 1           | 0          |
| I. Moriba        | 24       | 0    | 4           | 2          | 3            | 1            | 1            | 0            | 1                    | 0                    | 0                    | 0                    | 28       | 1      | 5           | 2          |
| C. Mosquera      | 3        | 0    | 0           | 0          | 1            | 0            | 0            | 0            | 0                    | 0                    | 0                    | 0                    | 4        | 0      | 0           | 0          |
| Y. Musah         | 33       | 0    | 10          | 1          | 3            | 0            | 1            | 0            | 1                    | 0                    | 0                    | 0                    | 37       | 0      | 11          | 1          |
| C. Özkacar       | 17       | 0    | 1           | 0          | 3            | 0            | 0            | 0            | 1                    | 0                    | 0                    | 0                    | 21       | 0      | 1           | 0          |
| F. Pérez         | 7        | 0    | 2           | 0          | 3            | 0            | 0            | 0            | 1                    | 0                    | 0                    | 0                    | 11       | 0      | 2           | 0          |
| C. Soler         | 3        | 1    | 0           | 0          | 0            | 0            | 0            | 0            | 0                    | 0                    | 0                    | 0                    | 3        | 1      | 0           | 0          |
| J. Vázquez       | 10       | 0    | 1           | 0          | 2            | 0            | 0            | 0            | 0                    | 0                    | 0                    | 0                    | 12       | 0      | 1           | 0          |